# ثالوث الظلام

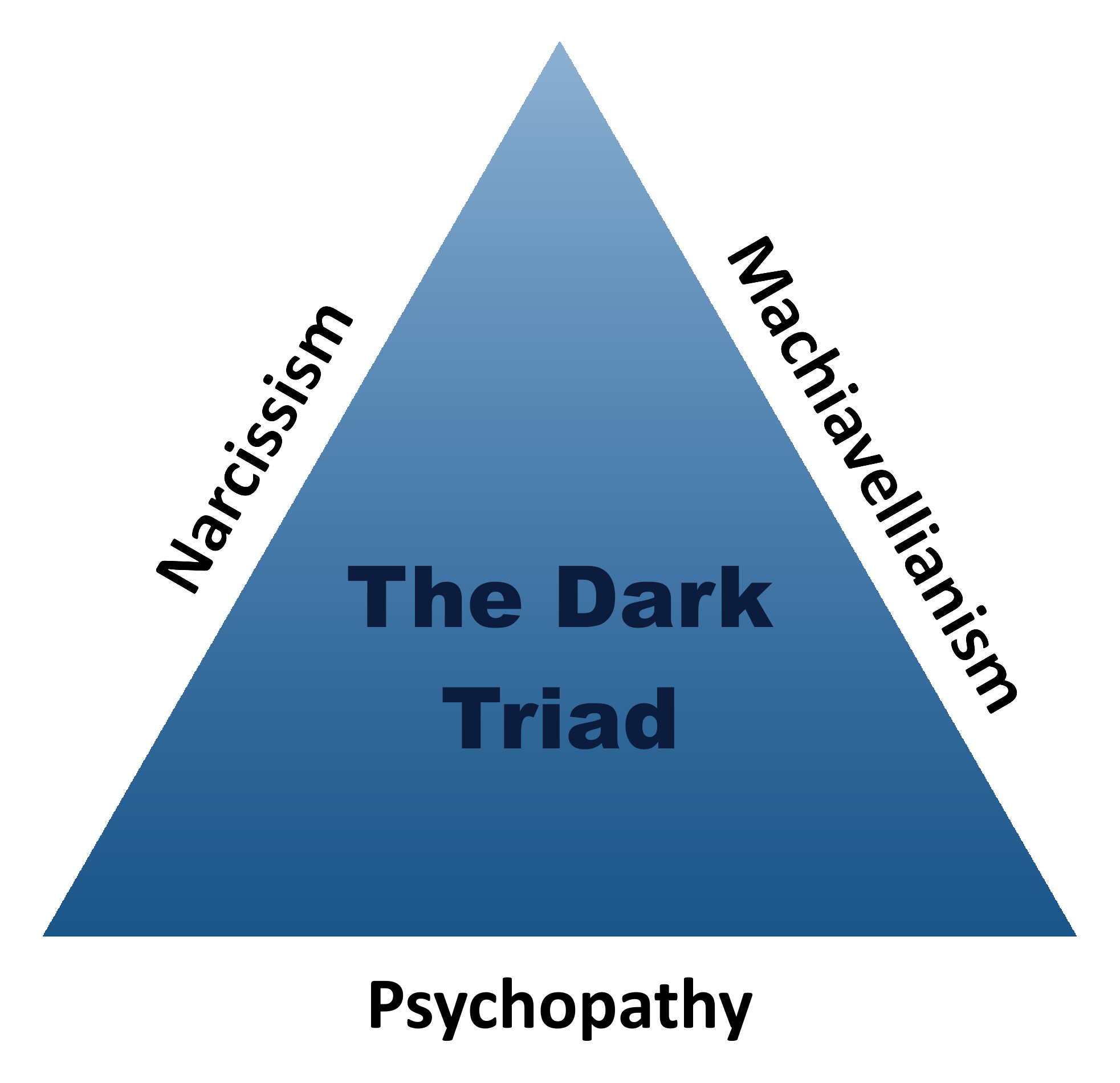

ثالوث الظلام أو الثالوث المظلم (بالإنجليزية: Dark triad)‏ هو موضوع في علم النفس يركز على ثلاث سمات من الشخصية: النرجسية، والمكيافيلية، والاعتلال النفسي.
استخدام مصطلح «الظلام» أو «المظلم» يشير إلى ان من يحتوي هذه الصفات لديهِ الصفات الحاقدة.
وتستخدم الأبحاث حول ثالوث الظلام علم النفس التطبيقي، ولا سيما ضمن مجالات إنفاذ القانون، وعلم النفس السريري وإدارة الأعمال، وغالبا فإن الأشخاص الذين يحرزون درجات عالية من هذه الصفات يكونون أكثر عرضة لارتكاب الجرائم، والتسبب في الضيق الاجتماعي، وخلق مشاكل حادة في البيئة المحيطة، وخاصة إذا كانوا في مناصب قيادية.
على الرغم من أن العناصر الثلاثة المكونة للثالوث المظلم متباينة من ناحية المفاهيم، إلا أن الأدلة التجريبية توضح أنها متداخلة، وتكون مصاحبة لنمط الشخصية القاسية المتلاعبة.
- تتميز النرجسية بالعظمة والكبرياء، والأنانية، وعدم وجود المواجدة العاطفية.
- تتميز المكيافيلية عن طريق التلاعب واستغلال الآخرين، وتجاهل ساخر للأخلاق، والتركيز على المصلحة الذاتية والخداع.
- يتميز الاعتلال النفسي بسلوكيات معادية للمجتمع، والاندفاع والأنانية والقسوة، وانعدام الندم.

وجد تحليل عاملي أنه من بين عناصر الشخصية الخمسة، تعد الشخصيات منخفضة الوفاق من أكثر الصفات المشتركة بين ثالوث الظلام، بينما ارتبطت العُصابية وانخفاض الوعي الضميري ببعض أعضاء الثالوث المظلم. يُظهر القبول والثالوث المظلم تغيرًا مرتبطًا بالتنمية.